# Wilhelm Viëtor

Wilhelm Viëtor

Carl Adolf Theodor Wilhelm Viëtor (* 25. Dezember 1850 in Cleeberg, Nassau; † 22. September 1918 in Marburg) war ein deutscher Neuphilologe (Romanist und Anglist), Phonetiker, neusprachlicher Fachdidaktiker sowie Hochschullehrer an der Universität Marburg.
Wilhelm Viëtor war einer der bekanntesten Akteure der neusprachlichen Reformbewegung gegen Ende des 19. Jahrhunderts. Er kritisierte die desolaten Zustände des Fremdsprachenunterrichts, insbesondere die vorherrschende praxisferne Grammatik-Übersetzungsmethode in den neueren Sprachen an deutschen Schulen. Er forderte, das Hauptaugenmerk auf das seiner Ansicht nach eigentliche Ziel – der möglichst hohen mündlichen Sprachkompetenz – zu richten.

## Leben
Wilhelm Viëtor entstammte einer hessisch-nassauischen Gelehrten-, Theologen- und Beamtenfamilie. Ein entfernter Vorfahr, Theodor Vietor, war Anfang des 17. Jahrhunderts Griechisch-Professor in Marburg. Viëtors Vater, der ebenfalls Wilhelm hieß, war evangelischer Pfarrer und Schulinspektor in Kirburg. Seine Mutter hieß Eva Siebenhaar. Zu Weihnachten des Jahres 1850 wurde Wilhelm Viëtor im nassauischen Cleeberg (heute Ortsteil von Langgöns) geboren. Er besuchte die Gymnasien in Wiesbaden und Weilburg, 1869 legte er das Abitur ab.
Anschließend studierte er auf Wunsch des Vaters Theologie an der Universität Leipzig. Nach nur einem Jahr wechselte er aber nach Berlin, wo er sich der Philologie, Musikwissenschaft und Sanskrit widmete, ab 1871 setzte er das Studium in Marburg fort. Nach einer kurzen Lehrtätigkeit an mehreren Schulen in England 1872–73 (Maidenhead und Middleton Lodge), kehrte er zum Zwecke der Promotion nach Marburg zurück. Seine Dissertation befasste sich mit der altfranzösischen Geste des Lohérains und wurde von Edmund Stengel betreut. Viëtor bestand 1875 das Staatsexamen und erhielt im selben Jahr den Doktorgrad.
Es folgten weitere, jeweils kurze Anstellungen als Hauslehrer in Wiesbaden, an der Höheren Mädchenschule in Essen sowie als Sprachlehrer in England. 1876–78 lehrte er an der Realschule I. Ordnung in Düsseldorf, anschließend bis 1881 an einer höheren Bürgerschule in Wiesbaden. Viëtor leitete 1881/82 die Garnier’sche Erziehungsanstalt in Friedrichsdorf (Taunus); bis 1883 hatte er eine Stelle als German Lecturer am University College Liverpool.
Ohne Habilitation folgte er 1884 einem Ruf an die Philipps-Universität Marburg, wo er der erste außerordentliche Professor für Englische Philologie war. Sein Lehrstuhl gehörte zunächst zum Romanisch-Englischen Seminar, dessen Mitdirektor Viëtor war. Er war seit dem Sommersemester 1884 Ehrenmitglied des „Akademischen Vereins für Studierende der Neueren Philologie zu Marburg“ im WKV, aus dem später die Marburger Burschenschaft Rheinfranken hervorging. 1894 wurde er zum Ordinarius für Englische Philologie ernannt; im akademischen Jahr 1894/95 war er Rektor der Universität Marburg. Zum Sommersemester wurde ein eigenständiges Englisches Seminar eingerichtet, mit Viëtor als Direktor. 1904/05 war er Dekan der Philosophischen Fakultät. Zu seinen Schülern zählten die englische Phonetikerin Laura Soames (1840–1895), der Germanist und Phonetiker Ernst Alfred Meyer sowie die Anglisten Friedrich Brie (1880–1948) und Gustav Plessow (1886–1953). Viëtor erhielt 1916 den Ehrentitel eines Geheimen Regierungsrats.

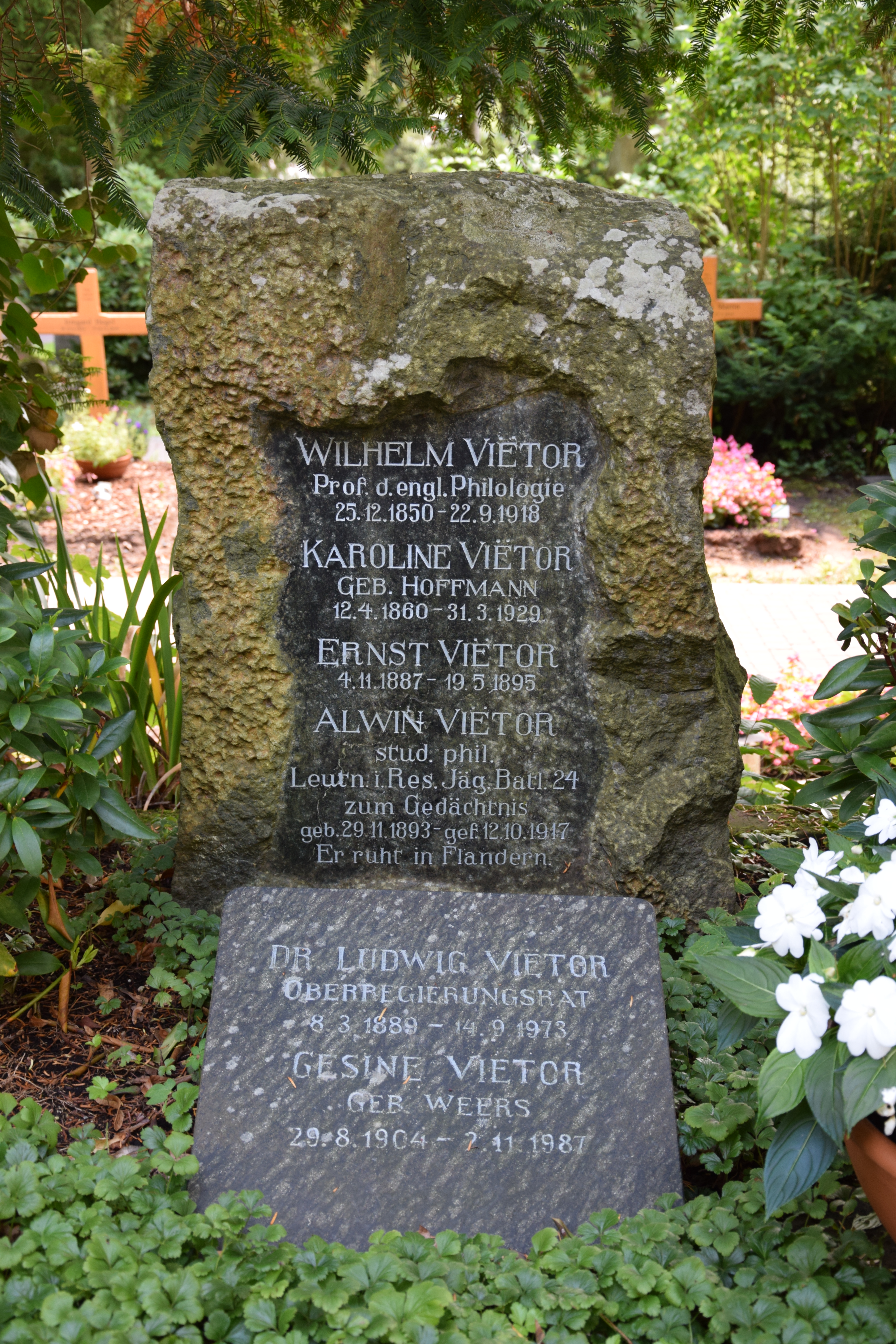
Grab von Wilhelm Viëtor auf dem Marburger Hauptfriedhof (2017)

Viëtor war ab 1886 mit Karoline (genannt Lina) geb. Hoffmann (1860–1929) verheiratet. Das Paar hatte vier Söhne, darunter den Juristen Ludwig Viëtor (1889–1973) sowie den Geologen und Paläontologen Walter Viëtor (1892–1957). Eine längere Krankheit und die Trauer über den Verlust seines jüngsten Sohnes im Ersten Weltkrieg führten zu seinem Tod am 22. September 1918.

## Schaffen
Einen seiner ersten größeren Schritte auf dem Gebiet der Sprachwissenschaft machte Wilhelm Viëtor 1875 mit der Veröffentlichung über die Mundart seiner Heimatregion. Mit seiner vier Jahre später erscheinenden Englischen Schulgrammatik brach er das erste Mal mit den bisherigen Traditionen, indem sie einerseits ein eigenes Kapitel zur Lautlehre beinhaltete und andererseits die Flexionslehre von phonetischer Umschrift begleitet wurde. Wendete er zunächst noch ein eigenes System einer Lautschrift an, so benutzte er ab der vierten Auflage von 1906 das von der Association Phonétique Internationale (API) veröffentlichte internationale phonetische Alphabet.
Seine bekannteste Schrift, das Pamphlet Der Sprachunterricht muss umkehren, das er 1882 aufgrund seiner relativen Unbekanntheit zunächst unter dem Pseudonym Quousque Tandem („Wie lange noch?“) veröffentlichte, trat mit seiner beißenden Kritik und seinen radikalen Forderungen eine Welle des Protests los, erntete zugleich aber unter mindestens genauso vielen Reformwilligen Beifall und setzte eine fruchtbare Debatte in Gang. Seine Reformvorschläge gruppierten sich um das Hauptziel der Erlangung sprachlicher Kompetenz. Sie erstreckten sich angefangen bei der Reduktion der Stofffülle, der Integration der Lautlehre in den Unterricht über die Reduktion der Grammatik auf das Wesentliche bis hin zur Forderung, den Fremdsprachenunterricht einsprachig, nämlich in der Zielsprache abzuhalten.
Die Unbekanntheit des Autors änderte sich jedoch rasch mit weiteren Publikationen. Unter Beteiligung Viëtors begründete sich 1886 der Deutsche Neuphilologen-Verband. Ein Jahr später erschien die von ihm gegründete Zeitschrift Phonetische Studien, die 1893 von der heute bekannteren Zeitschrift Die Neueren Sprachen abgelöst wurde, welche zu einem Sprachrohr der Reformer wurde.
Durch seine Lehrtätigkeit als Professor für Englische Philologie an der Universität Marburg war er in der Lage, Einfluss auf die Lehramtsausbildung zu nehmen und seine fremdsprachendidaktische Grundüberzeugung an seine Studenten weiterzugeben.
Neben weiteren Auflagen seiner Lehrbücher brachte Viëtor ferner Ausgaben von literarischen Texten als Lektüre für den Englischunterricht heraus und veröffentlichte Rezensionen und Aufsätze zu fremdsprachendidaktischen oder sprachwissenschaftlichen Themen. Große Verdienste hat er sich auch um die Gestaltung der 1896 von dem Romanisten Eduard Koschwitz begründeten Marburger Ferienkurse erworben.
Viëtor war wiederholt Vorsitzender und Ehrenmitglied der API sowie Ehrenmitglied der Modern Language Association of Great Britain and Ireland.

## Veröffentlichungen (Auswahl)
- Die Rheinfränkische Umgangssprache in und um Nassau, Niedner, Wiesbaden 1875 (Digitalisat)
- Die Handschriften der Geste des Loherains, Lippert, Halle 1876, zugl.: Marburg, phil. Diss. (Digitalisat)
- Der Sprachunterricht muss umkehren! Ein Beitrag zur Überbürdungsfrage von Quousque Tandem, Gebr. Henninger, Heilbronn 1882 (Digitalisat)
- Elemente der Phonetik und Orthoepie des Deutschen, Englischen und Französischen mit Rücksicht auf die Bedürfnisse der Lehrpraxis, Heilbronn 1884
- Stammbaum der später in Nassau wohnhaften Familie Vietor aus Lich in Hessen, Buchdruckerei des Waisenhauses, Halle a. S. 1885 (Digitalisat)
- Die Aussprache der in dem Wörterverzeichnis für die deutsche Rechtschreibung zum Gebrauch in den preußischen Schulen enthaltenen Wörter, Henninger, Heilbronn 1885
- Die Aussprache des Schriftdeutschen, Reisland, Leipzig 1885; 4. Aufl. 1898 (Digitalisat); 6. Aufl. 1905 (Digitalisat)
- Die Aussprache des Englischen nach den deutsch-englischen Grammatiken vor 1750, Philologentag zu Hannover, 4.–6. Oktober 1886, Elwert, Marburg 1886
- (Hrsg.:) King Lear. Parallel Text of the First Quarto and the First Folio (Shakespeare Reprints, Bd. 1), Elwert, Marburg 1886; rev. ed. 1892
- (mit Franz Dörr:) Englisches Lesebuch Unterstufe, Leipzig 1887
- Einführung in das Studium der Englischen Philologie, Marburg 1887
- (Hrsg.:) Phonetische Studien. Zeitschrift für wissenschaftliche und praktische Phonetik, Bde. 1–6, Marburg 1888–1893
- (Hrsg.:) Hamlet. Parallel Texts of the First and Second Quartos and the First Folio (Shakespeare Reprints, Bd. 2), Elwert, Marburg 1891
- (Hrsg.:) Die neueren Sprachen. Zeitschrift für den neusprachlichen Unterricht, Bde. 1–25, 1893–1918
- (Hrsg.:) Le bone Florence of Rome, Elwert, Marburg 1893
- Wie ist die Aussprache des Deutschen zu lehren? Ein Vortrag, Elwert, Marburg 1893; 4. Aufl. 1906 (Digitalisat)
- Die northumbrischen Runensteine. Beiträge zur Textkritik, Grammatik und Glossar, Elwert, Marburg 1895
- Deutsches Lesebuch in Lautschrift (zugleich in der amtlichen Schreibung). Als Hilfsbuch zur Erwerbung einer mustergültigen Aussprache, 2 Bde., Teubner, Leipzig 1899/1902 (Digitalisat Bd. 1, Digitalisat Bd. 2, Digitalisat Bd. 1, 3. Aufl. 1907, Digitalisat Bd. 2, 2. Aufl. 1912)
- Das angelsächsische Runenkästchen aus Auzon bei Clermont-Ferrand, Elwert, Marburg 1901
- Die Methodik des Neusprachlichen Unterrichts. Ein geschichtlicher Überblick in vier Vorträgen, Teubner, Leipzig 1902
- (Hrsg.:) Skizzen lebender Sprachen, Teubner, Leipzig 1903
- A Shakespeare phonology, with a rime-index to the poems as a pronouncing vocabulary, Elwert, Marburg / David Nutt, London 1906
- A Shakespeare reader in the old spelling and with a phonetic transcription, Elwert, Marburg 1906
- Das Ende der Schulreform, Elwert, Marburg 1911
- Deutsches Aussprachewörterbuch, Reisland, Leipzig 1912 (1. Lieferung 1908); 2. Aufl. 1915; 3., durchgesehene Aufl. 1921, besorgt von Ernst A. Meyer (Digitalisat); Reprints dieser 3. Auflage: Outlook, Bremen 2011, ISBN 978-3-86403-131-1; Europäischer Hochschulverlag, Bremen 2011, ISBN 978-3-8457-2009-8; 4. und 5. durchgesehene und durch einen Anhang erweiterte Auflage, besorgt von Ernst A. Meyer: Reisland, Leipzig 1931